# Recopa Sul-Americana de 1989
A Recopa Sul-Americana de 1989 foi a primeira edição do torneio, disputada em jogos de ida e volta, entre o Nacional do Uruguai, campeão da Taça Libertadores da América de 1988, e o Racing da Argentina, campeão da Supercopa Libertadores 1988.

## Participantes
| Clube    | Cidade     | Classificação                                   | Participação |
| -------- | ---------- | ----------------------------------------------- | ------------ |
| Nacional | Montevidéu | Campeão da Copa Libertadores da América de 1988 | 1ª           |
| Racing   | Avellaneda | Campeão da Supercopa Libertadores 1988          | 1ª           |

## Finais
1° jogo
| 31 de janeiro de 1989 | Nacional    | 1 – 0     | Racing | Centenário, Montevidéu (Uruguai)                                                                          |
|                       | Fonseca 71' | Relatório |        | Público: 150,000 Árbitro: Romualdo Arppi Filho Auxiliares: Luis Carlos Félix e Carlos Sérgio Rosa Martins |

| Nacional | Racing |

| NACIONAL:     |  |                 |  |     |
|               |  |                 |  |     |
| G             |  | Seré            |  |     |
| LD            |  | Tony Gómez      |  |     |
| Z             |  | Revelez         |  |     |
| Z             |  | Hugo de León    |  |     |
| LE            |  | Pintos Saldanha |  |     |
| V             |  | Ostolaza        |  |     |
| V             |  | Cardaccio       |  |     |
| M             |  | Cabrera         |  | 83' |
| M             |  | Castro          |  |     |
| A             |  | Zoppi           |  | 67' |
| A             |  | Sergio Olivera  |  |     |
| Substituição: |  |                 |  |     |
| A             |  | Fonseca         |  | 67' |
| LD            |  | Soca            |  | 83' |
| Treinador:    |  |                 |  |     |
| Héctor Núñez  |  |                 |  |     |

| RACING:       |  |                |  |     |
|               |  |                |  |     |
| G             |  | Balerio        |  |     |
| LD            |  | Vázquez        |  |     |
| Z             |  | Costas         |  |     |
| Z             |  | Fabbri         |  |     |
| LE            |  | Olarán         |  |     |
| V             |  | Acuña          |  |     |
| V             |  | Lamadrid       |  |     |
| M             |  | Videla         |  | 74' |
| M             |  | Ortega Sánchez |  | 78' |
| A             |  | Medina Bello   |  |     |
| A             |  | Fernández      |  |     |
| Substituição: |  |                |  |     |
| A             |  | Raúl Iglesias  |  | 74' |
| M             |  | Colombatti     |  | 78' |
| Treinador:    |  |                |  |     |
| Alfio Basile  |  |                |  |     |

2° jogo
| 6 de fevereiro de 1989 | Racing | 0 – 0     | Nacional | José Amalfitani, Buenos Aires (Argentina)                                                   |
|                        |        | Relatório |          | Público: 50,000 Árbitro: Gabriel González Auxiliares: Carlos Maciel e Estanislao Barrientos |

| Racing | Nacional |

| RACING:       |  |               |  |     |
|               |  |               |  |     |
| G             |  | Balerio       |  |     |
| LD            |  | Vázquez       |  |     |
| Z             |  | Costas        |  |     |
| Z             |  | Fabbri        |  | 24' |
| LE            |  | Olarán        |  |     |
| V             |  | Acuña         |  |     |
| V             |  | Lamadrid      |  |     |
| M             |  | Videla        |  | 76' |
| A             |  | Medina Bello  |  |     |
| A             |  | Raúl Iglesias |  |     |
| A             |  | Fernández     |  |     |
| Substituição: |  |               |  |     |
| LD            |  | Zaccanti      |  | 24' |
| M             |  | Colombatti    |  | 76' |
| Treinador:    |  |               |  |     |
| Alfio Basile  |  |               |  |     |

| NACIONAL:     |  |                |  |     |
|               |  |                |  |     |
| G             |  | Seré           |  |     |
| LD            |  | Tony Gómez     |  |     |
| Z             |  | Revelez        |  |     |
| Z             |  | Hugo de León   |  |     |
| LE            |  | Soca           |  |     |
| V             |  | Ostolaza       |  |     |
| V             |  | Cardaccio      |  |     |
| M             |  | Cabrera        |  |     |
| M             |  | Castro         |  |     |
| A             |  | Zoppi          |  | 60' |
| A             |  | Sergio Olivera |  | 80' |
| Substituição: |  |                |  |     |
| A             |  | Fonseca        |  | 60' |
| LD            |  | Saravia        |  | 80' |
| Treinador:    |  |                |  |     |
| Héctor Núñez  |  |                |  |     |

| Recopa Sul-Americana 1989    |
| ---------------------------- |
| Nacional Campeão (1º título) |